# Высочковский сельсовет (Талдомский район)
Высочковский сельсовет — упразднённая административно-территориальная единица, существовавшая на территории Московской губернии и Московской области до 1954 года.

## История
Высочко-Ленинский сельсовет был образован в первые годы советской власти. По данным 1923 года он входил в состав Ленинской волости Ленинского уезда Московской губернии.
В 1926 году включал деревни Высочки, Костино и Подели.
12 июля 1929 года был отнесён к Ленинскому району Кимрского округа Московской области.
23 июля 1930 года Кимрский округ был упразднён и Ленинский район перешёл в прямое подчинение Московской области.
27 декабря 1930 года Ленинский район был переименован в Талдомский район, а Высочко-Ленинский сельсовет — в Высочко-Талдомский сельсовет.
7 января 1934 года Высочко-Талдомский сельсовет был переименован в Высочковский сельсовет.
15 февраля 1952 года к Высочковскому сельсовету было присоединено селение Ахтимнеево упразднённого Ахтимнеевского сельсовета. Из Высочковского сельсовета в Великодворский были переданы селения Лебзино и Подели.
14 июня 1954 года Высочковский сельсовет был упразднён, а его территория (селения Ахтимнеево, Высочки и Костино) передана в Сотсковский сельсовет.